# Museo d'arte Sorlini
Il MarteS (Museo d’Arte Sorlini) è un museo situato a Carzago Riviera che ospita una collezione di oltre 180 dipinti veneti e veneziani, realizzati tra il XIV e il XIX secolo.
Istituito nel 2017, il museo dispone di una superficie espositiva di circa mille metri quadrati, suddivisa in 14 ambienti.

## Il palazzo
Il palazzo che ospita il museo, situato a Carzago Riviera, frazione di Calvagese (BS), risale al Seicento ed è un esempio rappresentativo dell'architettura residenziale del periodo, caratterizzato da una struttura significativa che rivela un complesso più vasto e articolato.
La facciata principale si apre con un portale bugnato che introduce l'asse prospettico centrale, attraverso il quale si accede a un ampio cortile. Questo spazio esterno è delimitato dal portico del palazzo a nord e da due barchesse laterali con arcate ampie, che terminano in un brolo chiuso da un imponente arco bugnato, decorato con due obelischi.
Al centro del cortile si trova una fontana storica, abbellita da piante di capelvenere, mentre una scultura in bronzo raffigurante Marte, opera dell'artista bresciano Federico Severino, domina il brolo.
Il complesso include ulteriori cortili: uno è abbellito con aiuole che ospitano grandi ulivi, mentre un altro espone elementi architettonici del Quattrocento, adornati da affreschi che indicano la preesistenza di un insediamento monastico.
Originariamente, il palazzo fu edificato dalla famiglia Buzzoni; divenne successivamente proprietà della famiglia nobile Bruni Conter e venne poi acquisito da Luciano Sorlini, il quale intraprese significativi lavori di restauro. Gli interventi miravano a rimuovere le aggiunte non originali, preservare le planimetrie esistenti e valorizzare gli elementi decorativi, in particolare gli stucchi del XVII secolo.
Degna di nota è la cappella del palazzo, dedicata a san Filippo Neri, al cui interno si trova un altare che ospita un'opera di Francesco Ricchino, allievo di Alessandro Bonvincino, detto il Moretto. L'opera, firmata e datata 1572, raffigura un'Annunciazione con San Francesco e San Girolamo e testimonia la ricchezza artistica e storica dell'intero complesso.

## La raccolta
Durante gli anni '70, Luciano Sorlini ebbe l'opportunità di incontrare Egidio Martini (1919-2011), eminente esperto, restauratore e collezionista specializzato nella pittura veneziana del Settecento. Fu in questo periodo che Sorlini iniziò a formare una collezione dedicata principalmente all'arte settecentesca veneziana, concepita inizialmente per arricchire gli interni delle sue residenze, in particolare il suo palazzo veneziano sul Canal Grande, noto come Grimani dall’Albero d’oro in Campo San Polo.
La collezione comprende opere di celebri artisti come Vittore Carpaccio (Redentore benedicente tra quattro apostoli), Tiepolo, Ricci, Guardi, Canaletto e Rosalba Carriera, ma si distingue anche per la presenza di lavori di pittori meno noti che hanno avuto un ruolo cruciale nello sviluppo artistico di Venezia, quali Pittoni, Diziani, Molinari, Bellucci e Fontebasso. Completano la pinacoteca capolavori di Giovanni Bellini, Bramantino, Savoldo, Padovanino, Celesti e Giuseppe Bernardino Bison.
Le prime opere acquisite da Sorlini erano prevalentemente di pittura figurativa e rappresentavano scene mitologiche vivaci e narrazioni tratte dall'Antico Testamento. La collezione mostra una presenza limitata di nature morte e ritratti, mentre predilige il paesaggio nel suo significato più ampio, rispetto alla tradizione dei vedutisti.
A partire dalla fine degli anni '90, la collezione si è arricchita di opere significative, tra cui la Madonna di Giovanni Bellini e sei grandi teleri attribuiti a Gianantonio Guardi. Attualmente, la gestione e la conservazione della Collezione Sorlini sono affidate alla Fondazione Luciano Sorlini.

## Percorso espositivo
La Collezione Sorlini comprende oltre 180 opere d'arte, esposte in 14 ambienti differenti e organizzate secondo temi specifici.
Alla fine del 2017, la Fondazione Luciano Sorlini ha intrapreso un significativo progetto di riorganizzazione, riunendo l'intera collezione a Calvagese. Questa operazione ha comportato il trasferimento delle opere d'arte precedentemente distribuite tra il Palazzo di Venezia, situato sul Canal Grande, e il Castello di Montegalda, nella provincia di Vicenza.
La riunificazione ha incluso l'integrazione di 84 dipinti, in prevalenza opere veneziane e venete del XVII e del XVIII secolo, nella collezione già esistente.
Questo trasferimento ha permesso di consolidare e valorizzare la collezione, garantendo una maggiore coerenza tematica e stilistica.